# エーヴ・フランシス
エーヴ・フランシス（Ève Francis、1886年8月24日 - 1980年12月6日）は、フランスの女優、助監督である。ポール・クローデルの詩人としての彼のミューズであり外交官としての通訳、ついでルイ・デリュックの妻であり映画監督としての彼の女優として知られる。

## 略歴・人物
1886年8月24日、ベルギー・ブリュッセルのサン＝ジョス＝テン＝ノードで生まれ、Eve Louise Francoisと名づけられる。
1914年、28歳のときにサイレント映画『金髪美人』に主演する。女流監督ジェルメーヌ・デュラックの作品など数本の映画に主演するうち、1918年1月18日、31歳で、4歳年下のルイ・デリュックと結婚。デリュックの映画のすべてに主演する。1924年3月22日、『洪水』の撮影中に罹患した肺炎が原因でデリュックが死去した。
1927年、ジェルメーヌ・デュラック監督の『Antoinette Sabrier』に主演し、デリュックの死後、3年ぶりにスクリーンに復帰する。さらにその6年後の1933年、47歳であったが、かつて主演した『エルドラドオ』（1921年）の監督マルセル・レルビエの助監督となった。1939年までの6年間で10本のレルビエ作品に助監督として参加した。翌1940年、54歳のとき、レルビエ監督のミシェル・シモン主演作『La Comédie du bonheur』で助演したが、それが最後のレルビエ作品への出演となった。
その後、28年のブランクを経て、82歳からテレビ映画に数本出演したあと、ピエール・グラニエ＝ドフェール監督の『Adieu, poulet』（1975年）に出演している。89歳、これが女優としての遺作となった。1980年12月6日、パリ郊外のヌイイ＝シュル＝セーヌで死去。94歳没。

## おもなフィルモグラフィ
- 金髪美人 1914年　主演
- 狂熱 Fièvre　1921年　主演　監督ルイ・デリュック
- エルドラドオ Eldorado　1921年　主演　監督マルセル・レルビエ
- 洪水 L'Inondation　1924年　主演　監督・脚本ルイ・デリュック　※デリュックの遺作
- Antoinette Sabrier　1927年　主演　監督ジェルメーヌ・デュラック
- L'Épervier　1933年　助監督　監督マルセル・レルビエ、脚本ジャン＝ジョルジュ・オリオール、主演シャルル・ボワイエ　※初助監督作、ジャン・マレーデビュー作
- 禁男の家 Club de femmes　1935年　主演　監督ジャック・ドゥヴァル　出演ダニエル・ダリュー
- 戦ひの前夜 Veille d'armes　1935年　スクリプター　監督マルセル・レルビエ
- 栄光の道 La Route impériale　1935年　助監督　監督マルセル・レルビエ
- 海のつわもの La Porte du large　1935年　助監督　監督マルセル・レルビエ
- La Brigade sauvage　1939年　助監督　監督マルセル・レルビエ　※最後の助監督作
- La Comédie du bonheur　1940年　出演　監督マルセル・レルビエ　※最後のレルビエ作品
- Adieu, poulet　1975年　出演　監督ピエール・グラニエ＝ドフェール　※女優としての遺作